# Aeroporto di Tambler
L'aeroporto di Tambler (tagallo: Paliparang Pandaigdig ng Heneral Santos) (IATA: GEN, ICAO: RPMR), conosciuto anche con il nome commerciale di General Santos International Airport e definito come internazionale dalle autorità dell'aviazione civile filippina è un aeroporto filippino situato in Tambler, a 20 km dal centro della città di General Santos, nell'estremità meridionale dell'isola di Mindanao, nella provincia di South Cotabato, nella regione di Soccsksargen. La struttura è dotata di una pista di asfalto e cemento lunga 3221 m, l'altitudine è di 154 m, l'orientamento della pista è RWY 17-35. L'aeroporto è aperto al traffico commerciale.
La struttura fu inaugurata nel 1996 per accogliere il flusso di spettatori, visitatori e atleti giunti per assistere alla quarantaduesima edizione dei giochi nazionali annuali Palarong Pambansa che si tennero nella provincia di South Cotabato.
Da quell'occasione il nuovo aeroporto ha sostituito la vecchia e più piccola struttura dell'aeroporto di Buayan che fu convertita in base aerea militare per l'Aeronautica Militare Filippina con la denominazione di "Rajah Buayan Air Station".